# オペレステース
オペレステース（古希: Ὀφελέστης, Ophelestēs）は、ギリシア神話の人物である。長音を省略してオペレステスとも表記される。主に以下の人物が知られている。
- トロイア戦争で戦ったトロイア人。オルシロコス、オルメノス、ダイトール、クロミオス、リュコポンテース、アモパオーン、メラニッポスらとともに、サラミース勢の武将テウクロスに討たれた[1]。
- トロイア戦争でトロイアに味方して戦ったパイオニア人。スカマンドロス川での戦いでパイオニア勢の最強の武将アステロパイオスがアキレウスに討たれるのを見て、恐怖にかられて逃走し、テルシロコス、ミュドーン、アステュピュロス、ムネソス、トラシオス、アイニオスらとともに、追撃するアキレウスによって討たれた[2]。